# Emiliano Mascetti
Emiliano Mascetti (Como, 11 marzo 1943 – Verona, 7 aprile 2022) è stato un calciatore e dirigente sportivo italiano, di ruolo centrocampista.

## Carriera

### Giocatore
Calcisticamente nato nel Como, viene ceduto successivamente al Pisa per costruire poi una carriera di undici anni nel Verona, con cui ottiene la promozione in massima serie nella stagione 1967-68 e dove — in undici stagioni —, stabilisce il record di presenze in Serie A (232) della società scaligera; per oltre tre decenni ha inoltre detenuto anche il primato di reti in massima categoria dei gialloblù, superato solo nel 2015 da Luca Toni.
La lunga esperienza veneta fu intervallata da due annate nel Torino (dal 1973 al 1975 e nella fase finale della Coppa Italia 1977-78), prima di concludere la carriera agonistica nella stagione 1979-80, all'età di trentasette anni, appunto nel Verona nel frattempo retrocesso in Serie B. In carriera ha collezionato 282 presenze e 37 reti in Serie A e 108 presenze e 8 reti in Serie B.

### Dirigente
Dopo il ritiro, seguono nove anni da direttore sportivo nello stesso Verona con lo storico traguardo tricolore nella stagione 1984-85, prima della proposta del presidente della Roma Dino Viola. Con i giallorossi lavora per otto campionati, dal 1988 al 1996, vincendo una Coppa Italia e portando la compagine capitolina in finale di Coppa UEFA. Dal 1996 al 2002 ricopre il ruolo di direttore sportivo all'Atalanta, mentre in seguito collabora con la Sampdoria.
Ritiratosi dalle attività imprenditoriali, rimase vicino alla società scaligera. Muore il 7 aprile 2022 a causa di una malattia, e al suo funerale parteciparono più di mille tra tifosi ed ex-giocatori, tra cui Fanna, Volpati, Galderisi, Di Gennaro, Fontolan, Ferroni, Vignola e l'allenatore Bagnoli. Tra gli altri vi erano anche Guidolin e l'ex-patron del Verona Pastorello.